# Castelnau-Barbarens
Pour les articles homonymes, voir Castelnau.
Castelnau-Barbarens (Castèthnau-Barbarens en gascon) est une commune française située dans le département du Gers, en région Occitanie. Sur le plan historique et culturel, la commune est dans le Pays d'Auch, un territoire céréalier et viticole qui s'est également constitué en pays au sens aménagement du territoire en 2003.
Exposée à un climat océanique altéré, elle est drainée par l'Arrats, le ruisseau de Larroussagnet, le ruisseau de Saint-Germier et par divers autres petits cours d'eau. La commune possède un patrimoine naturel remarquable composé de trois zones naturelles d'intérêt écologique, faunistique et floristique.
Castelnau-Barbarens est une commune rurale qui compte 579 habitants en 2022, après avoir connu un pic de population de 1 474 habitants en 1831.  Elle fait partie de l'aire d'attraction d'Auch. Ses habitants sont appelés les Castelnausiens ou  Castelnausiennes.

## Géographie

### Localisation
Commune de l'aire d'attraction d'Auch en Gascogne, située en Astarac sur l'Arrats et sur l'ancienne route nationale 626.
Le village est situé au carrefour de la D 40 et de la D 626 d'Auch vers Saramon, à une quinzaine de kilomètres d'Auch en direction du sud-est.

### Communes limitrophes
Les communes limitrophes sont  Boulaur, Bédéchan, Haulies, Lartigue, Lussan, Pessan, Saint-Caprais et Saramon.
|         | Lussan              | Saint-Caprais    |
| Pessan  | Castelnau-Barbarens | Bédéchan         |
| Haulies | Lartigue            | Boulaur, Saramon |

### Géologie et relief
Castelnau-Barbarens se situe en zone de sismicité 2 (sismicité faible).

### Hydrographie

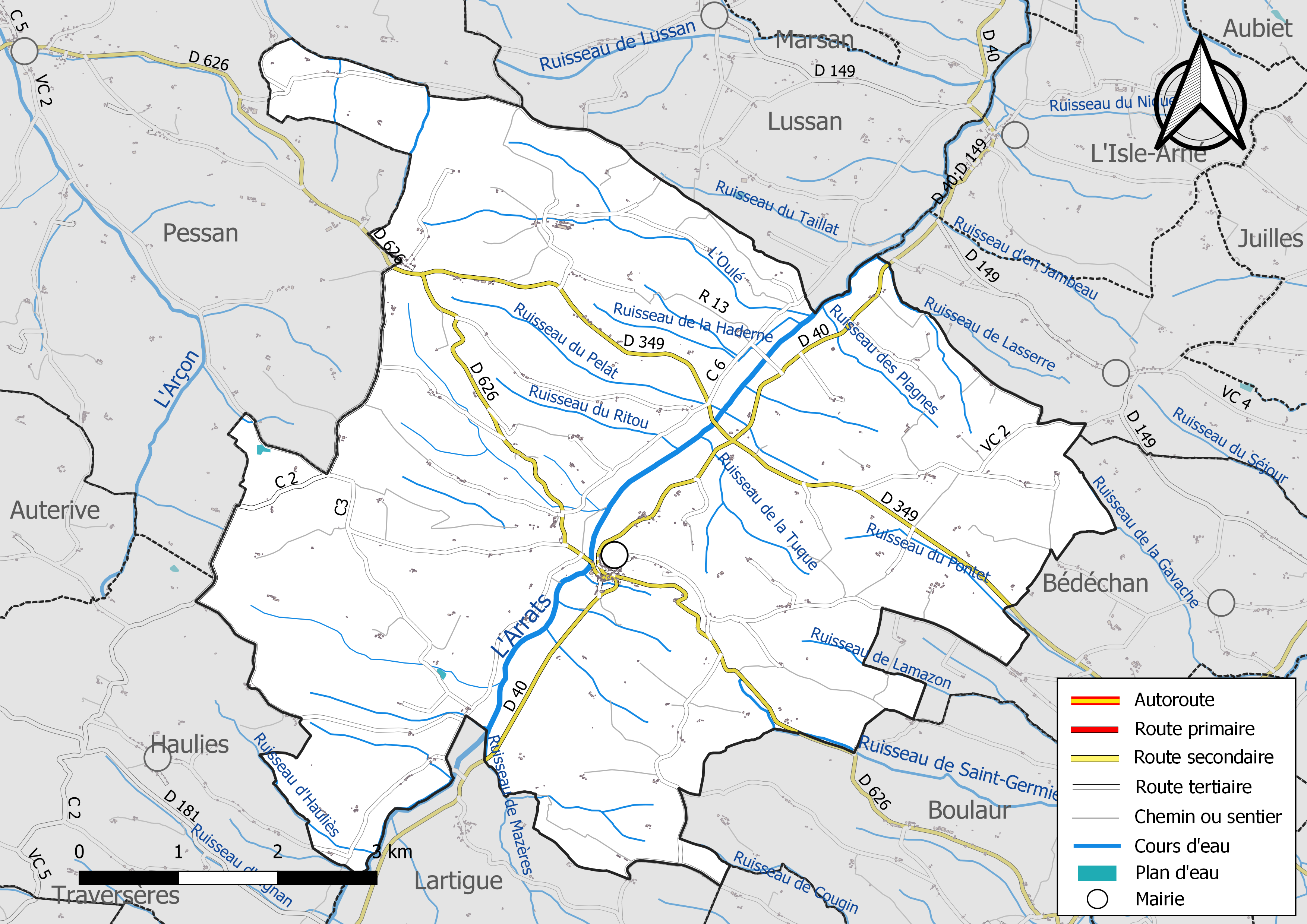
Réseaux hydrographique et routier de Castelnau-Barbarens.

La commune est dans le bassin de la Garonne, au sein du bassin hydrographique Adour-Garonne. Elle est drainée par l'Arrats, le ruisseau de Larroussagnet, le ruisseau de Saint-Germier, l'Oulé, le ruisseau de la Gavache, le ruisseau de la Haderne, le ruisseau de Lamazon, le ruisseau de Lasserre, le ruisseau de la Tuque, le ruisseau de Lempay, le ruisseau de Mazères, le ruisseau de Monlezun, le ruisseau d'en Sabardan, le ruisseau des Plagnes, et par divers petits cours d'eau, qui constituent un réseau hydrographique de 48 km de longueur totale,.
L'Arrats, d'une longueur totale de 162,1 km, prend sa source dans la commune de Lannemezan et s'écoule vers le nord. Il traverse la commune et se jette dans la Garonne à Saint-Loup, après avoir traversé 66 communes.

### Climat
Pour des articles plus généraux, voir Climat de l'Occitanie et Climat du Gers.
En 2010, le climat de la commune est de type climat océanique altéré, selon une étude s'appuyant sur une série de données couvrant la période 1971-2000. En 2020, Météo-France publie une typologie des climats de la France métropolitaine dans laquelle la commune est toujours exposée à un climat océanique altéré et est dans la région climatique Aquitaine, Gascogne, caractérisée par une pluviométrie abondante au printemps, modérée en automne, un faible ensoleillement au printemps, un été chaud (19,5 °C), des vents faibles, des brouillards fréquents en automne et en hiver et des orages fréquents en été (15 à 20 jours).
Pour la période 1971-2000, la température annuelle moyenne est de 13,1 °C, avec une amplitude thermique annuelle de 15,5 °C. Le cumul annuel moyen de précipitations est de 775 mm, avec 10,1 jours de précipitations en janvier et 6,3 jours en juillet. Pour la période 1991-2020, la température moyenne annuelle observée sur la station météorologique la plus proche, située sur la commune d'Auch à 14 km à vol d'oiseau, est de 13,5 °C et le cumul annuel moyen de précipitations est de 695,8 mm,. Pour l'avenir, les paramètres climatiques de la commune estimés pour 2050 selon différents scénarios d'émission de gaz à effet de serre sont consultables sur un site dédié publié par Météo-France en novembre 2022.

### Milieux naturels et biodiversité
L’inventaire des zones naturelles d'intérêt écologique, faunistique et floristique (ZNIEFF) a pour objectif de réaliser une couverture des zones les plus intéressantes sur le plan écologique, essentiellement dans la perspective d’améliorer la connaissance du patrimoine naturel national et de fournir aux différents décideurs un outil d’aide à la prise en compte de l’environnement dans l’aménagement du territoire.
Deux ZNIEFF de type 1 sont recensées sur la commune :
les « coteaux de Castelnau-Barbarens » (264 ha), et 
les « landes d'en Mounéou » (38 ha), couvrant 2 communes du département
et une ZNIEFF de type 2, : 
les « coteaux du Gers d'Aries-Espénan à Auch » (13 191 ha), couvrant 31 communes dont 28 dans le Gers et trois dans les Hautes-Pyrénées.

Carte des ZNIEFF de type 1 et 2 à Castelnau-Barbarens.
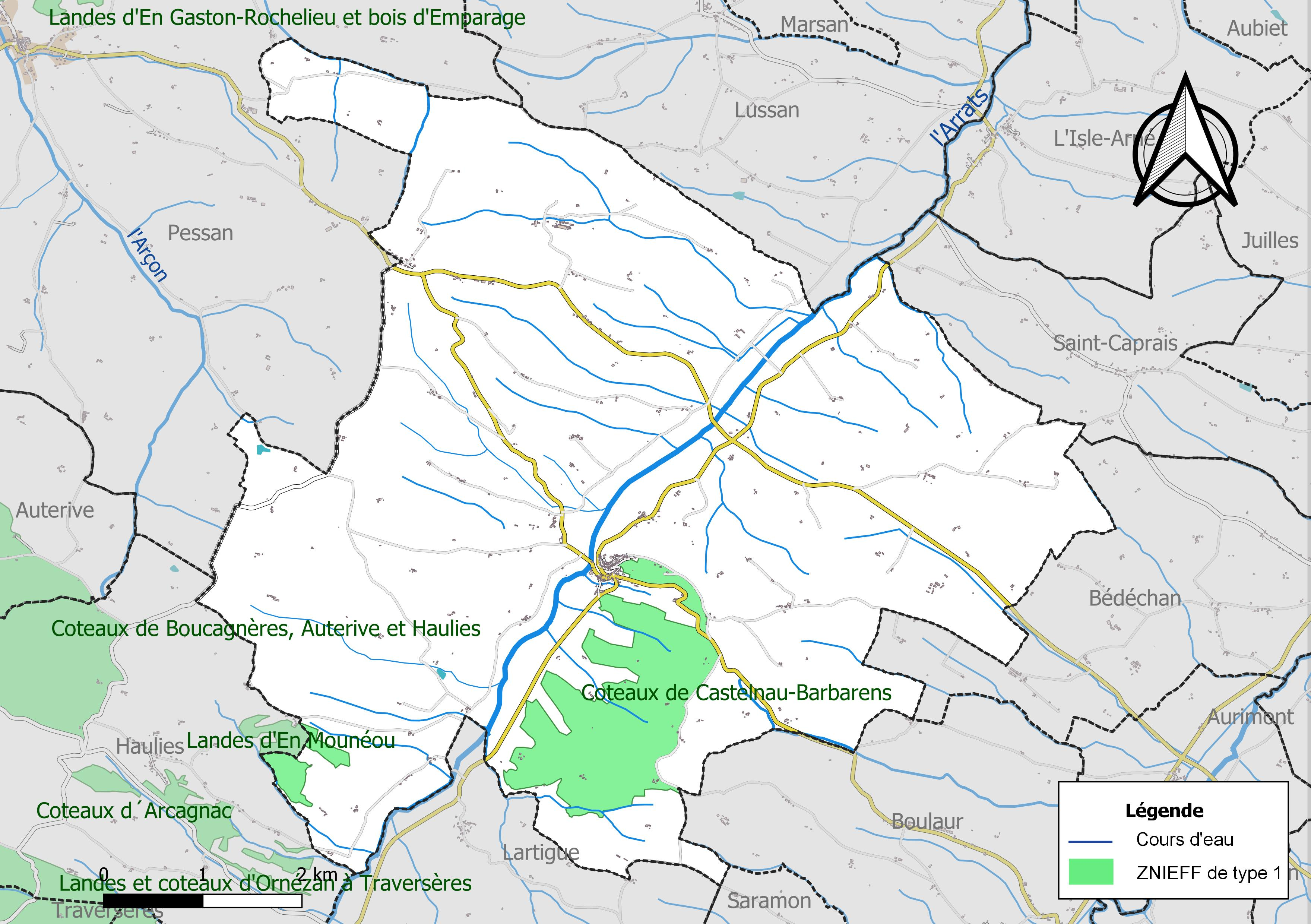
Carte des ZNIEFF de type 1 sur la commune.
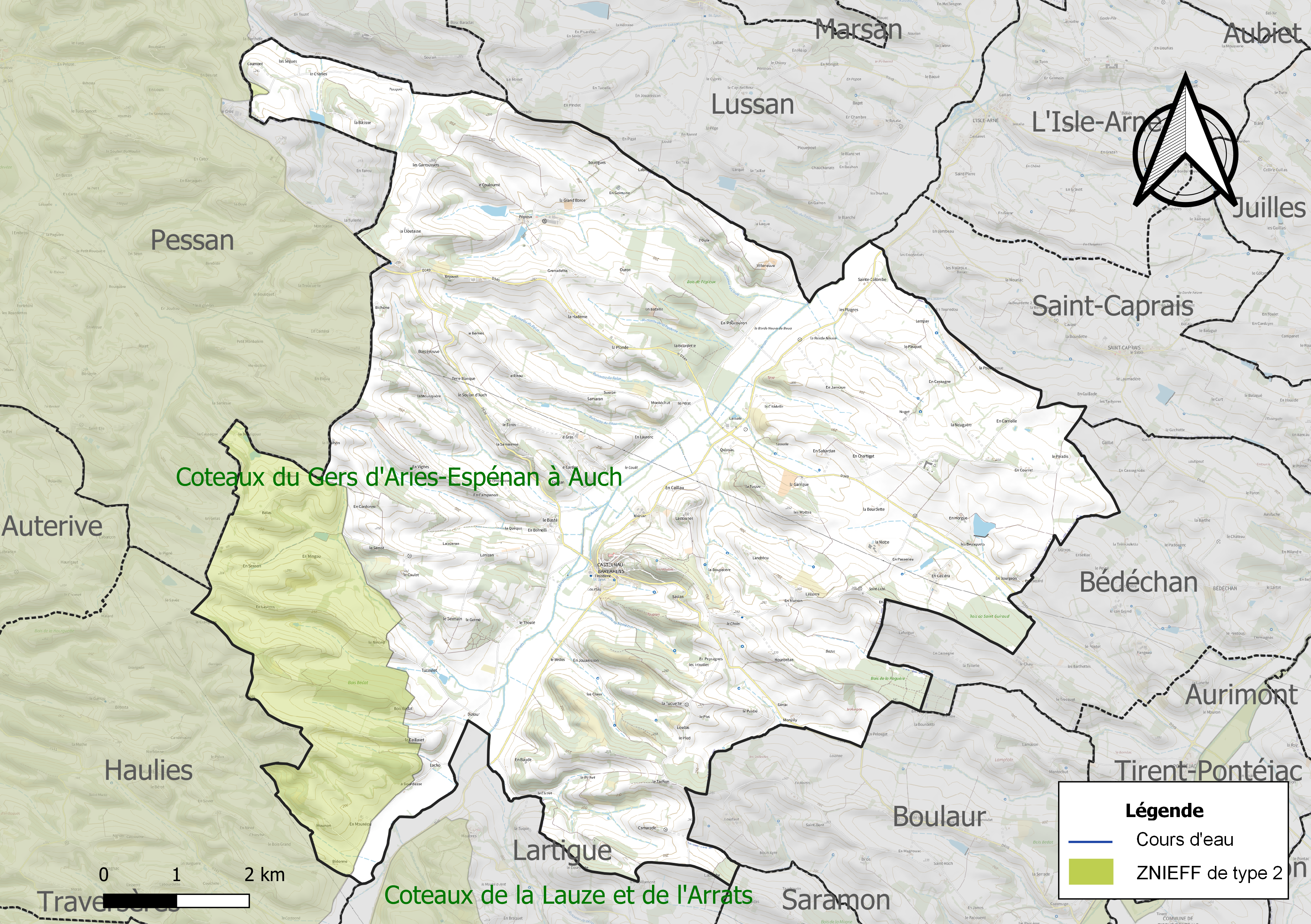
Carte de la ZNIEFF de type 2 sur la commune.

## Urbanisme

### Typologie
Au 1er janvier 2024, Castelnau-Barbarens est catégorisée commune rurale à habitat très dispersé, selon la nouvelle grille communale de densité à sept niveaux définie par l'Insee en 2022.
Elle est située hors unité urbaine. Par ailleurs la commune fait partie de l'aire d'attraction d'Auch, dont elle est une commune de la couronne,. Cette aire, qui regroupe 112 communes, est catégorisée dans les aires de 50 000 à moins de 200 000 habitants,.

### Occupation des sols
L'occupation des sols de la commune, telle qu'elle ressort de la base de données européenne d’occupation biophysique des sols Corine Land Cover (CLC), est marquée par l'importance des territoires agricoles (90,7 % en 2018), une proportion sensiblement équivalente à celle de 1990 (90,8 %). La répartition détaillée en 2018 est la suivante : 
terres arables (78,1 %), zones agricoles hétérogènes (6,8 %), prairies (5,8 %), forêts (4,7 %), milieux à végétation arbustive et/ou herbacée (4,5 %). L'évolution de l’occupation des sols de la commune et de ses infrastructures peut être observée sur les différentes représentations cartographiques du territoire : la carte de Cassini (XVIIIe siècle), la carte d'état-major (1820-1866) et les cartes ou photos aériennes de l'IGN pour la période actuelle (1950 à aujourd'hui).

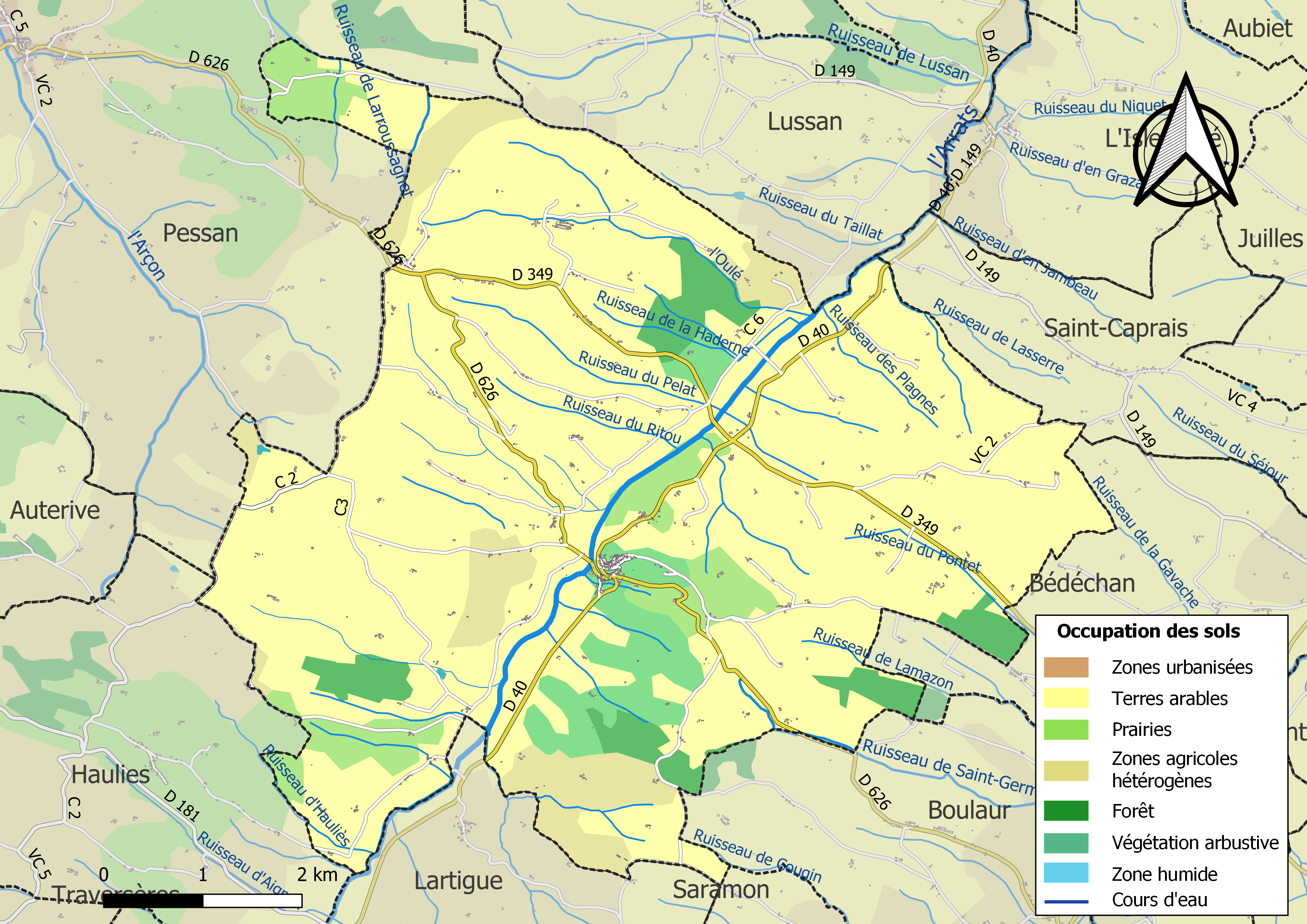
Carte des infrastructures et de l'occupation des sols de la commune en 2018 (CLC).

### Voies de communication et transports

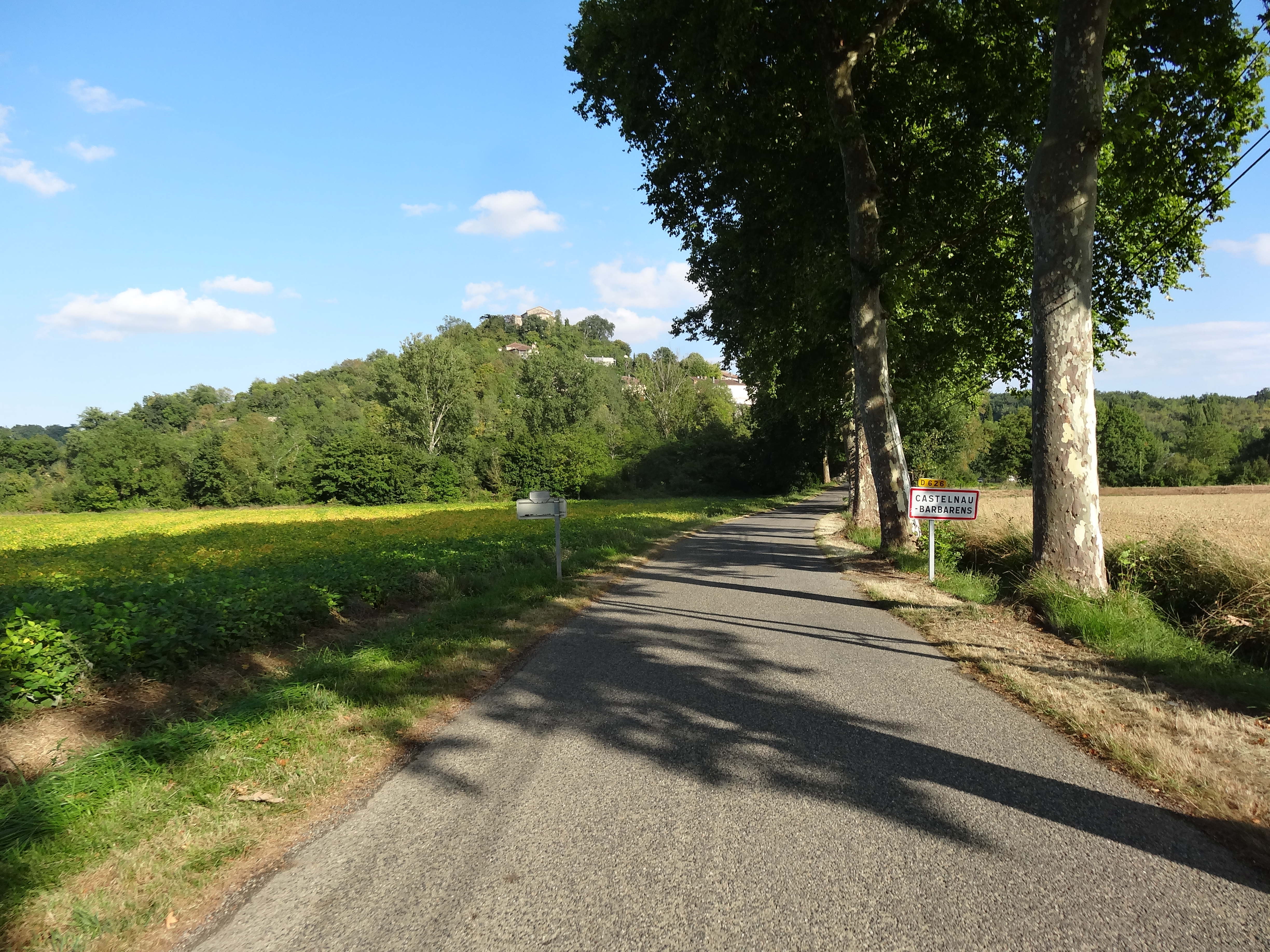
Entrée ouest de Castelnau-Barbarens en septembre 2021.

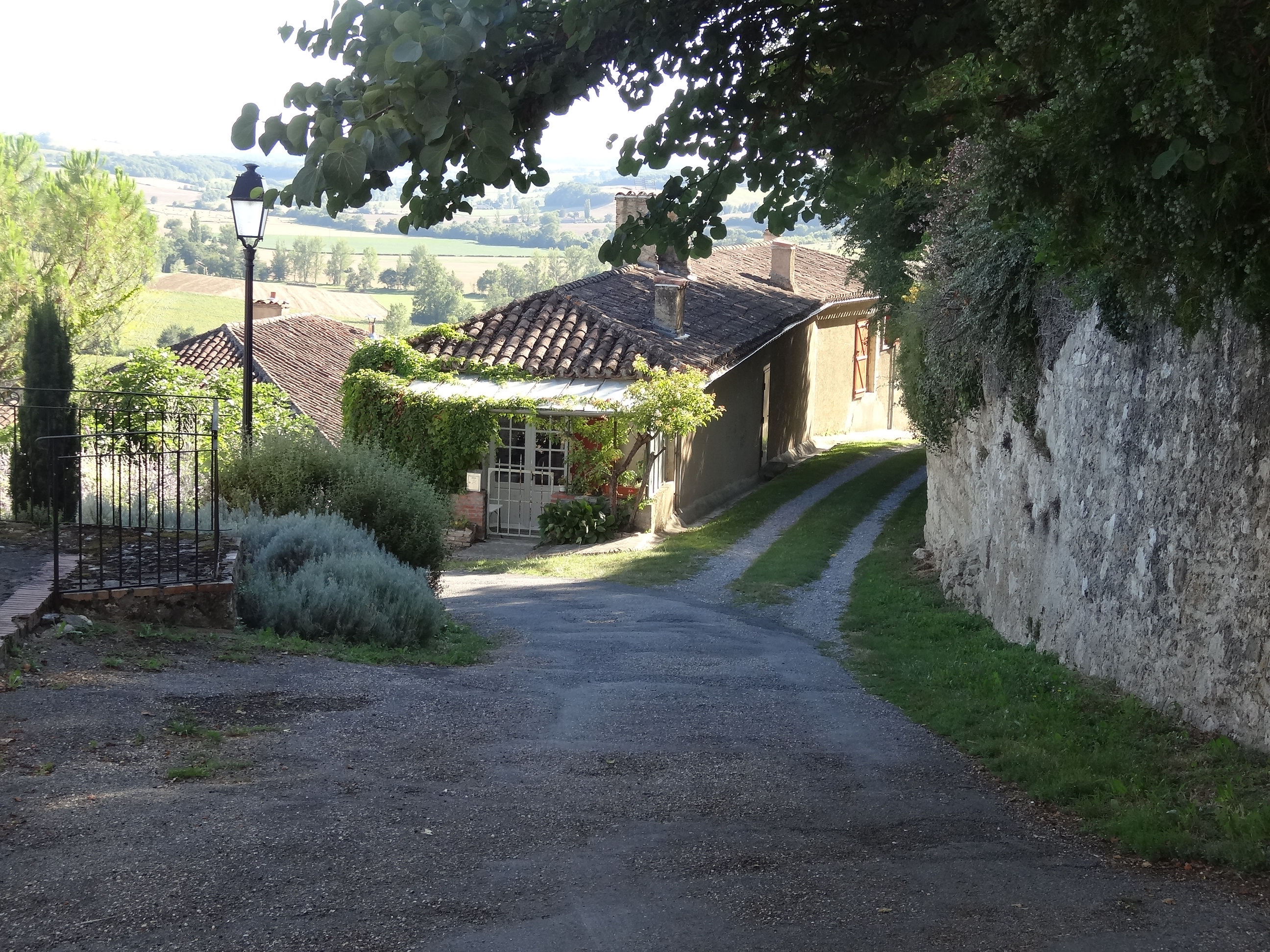
Rue de Castelnau-Barbarens.

Castelnau-Barbarens est traversé du nord-ouest au sud-est par la D 626 qui relie Mimizan (Landes) à Ajac (Aude).
Le village est aussi traversé du nord au sud par la D 40 qui relie Mansonville à Mont-d'Astarac.

### Risques majeurs
Le territoire de la commune de Castelnau-Barbarens est vulnérable à différents aléas naturels : météorologiques (tempête, orage, neige, grand froid, canicule ou sécheresse) et séisme (sismicité très faible). Il est également exposé à un risque technologique,  le transport de matières dangereuses. Un site publié par le BRGM permet d'évaluer simplement et rapidement les risques d'un bien localisé soit par son adresse soit par le numéro de sa parcelle.

#### Risques naturels

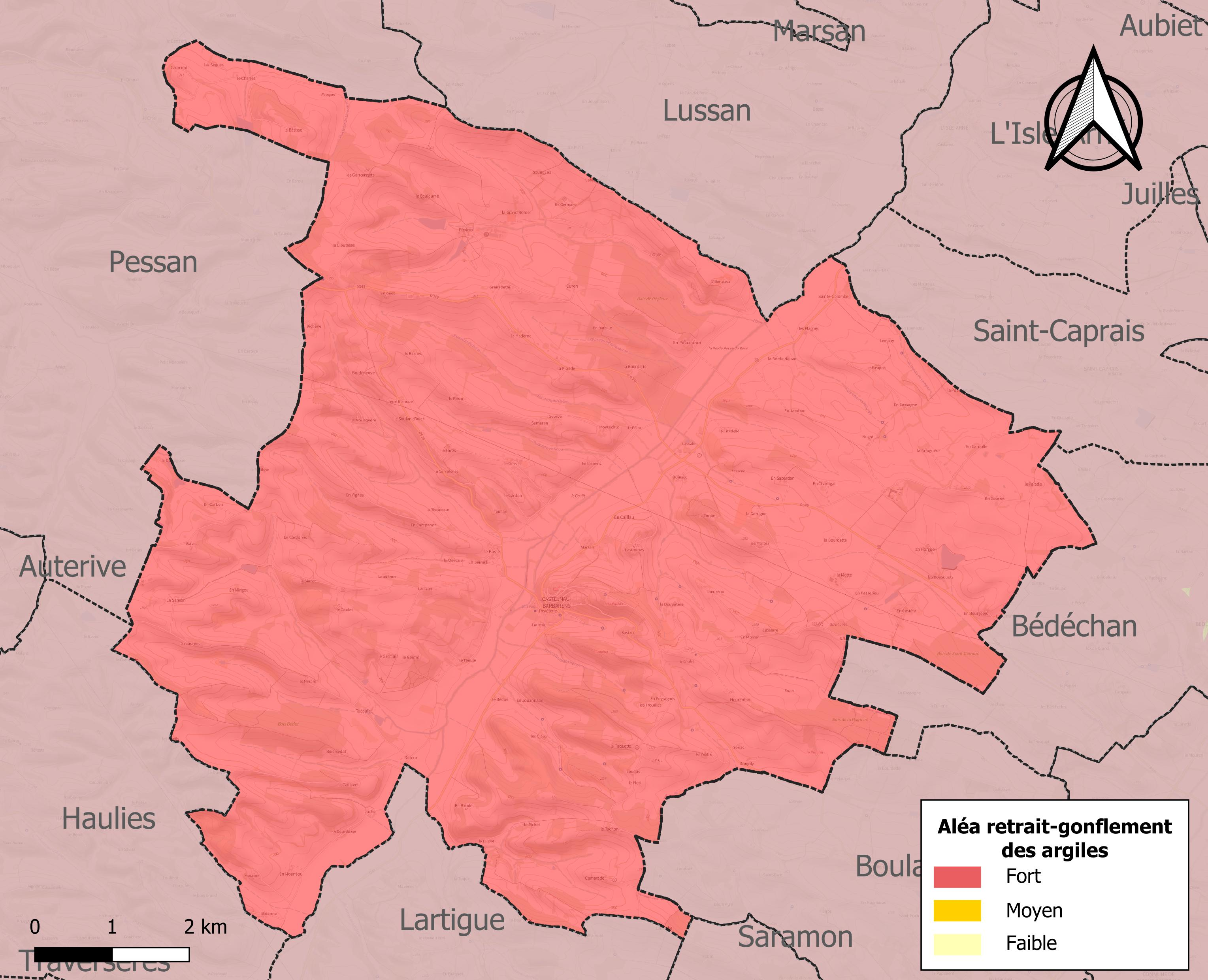
Carte des zones d'aléa retrait-gonflement des sols argileux de Castelnau-Barbarens.

Le retrait-gonflement des sols argileux est susceptible d'engendrer des dommages importants aux bâtiments en cas d’alternance de périodes de sécheresse et de pluie. La totalité de la commune est en aléa moyen ou fort (94,5 % au niveau départemental et 48,5 % au niveau national). Sur les 297 bâtiments dénombrés sur la commune en 2019, 297 sont en aléa moyen ou fort, soit 100 %, à comparer aux 93 % au niveau départemental et 54 % au niveau national. Une cartographie de l'exposition du territoire national au retrait gonflement des sols argileux est disponible sur le site du BRGM,.
Par ailleurs, afin de mieux appréhender le risque d’affaissement de terrain, l'inventaire national des cavités souterraines permet de localiser celles situées sur la commune.
La commune a été reconnue en état de catastrophe naturelle au titre des dommages causés par les inondations et coulées de boue survenues en 1995, 1999, 2003, 2008 et 2009. Concernant les mouvements de terrains, la commune a été reconnue en état de catastrophe naturelle au titre des dommages causés par la sécheresse en 1992, 1998, 2000, 2002, 2003, 2012, 2016 et 2019 et par des mouvements de terrain en 1999.

#### Risques technologiques
Le risque de transport de matières dangereuses sur la commune est lié à sa traversée par des infrastructures routières ou ferroviaires importantes ou la présence d'une canalisation de transport d'hydrocarbures. Un accident se produisant sur de telles infrastructures est en effet susceptible d’avoir des effets graves au bâti ou aux personnes jusqu’à 350 m, selon la nature du matériau transporté. Des dispositions d’urbanisme peuvent être préconisées en conséquence.

## Histoire
Le mobilier préhistorique découvert et les nombreux vestiges gallo-romains (lieu-dit du Taros) attestent d'une occupation humaine très ancienne sur le site.
Il faut remonter à 1140 pour trouver la première mention du lieu : Castèt nàou dé Barbaréncs : traduisez ceci "nouveau château fort sur site barbare" [réf. nécessaire]. Au XIIe siècle, les coseigneurs Bernard I comte d'Astarac, et Guillaume Arnaud Desbarats, conclurent un accord, pour édifier à parts égales le "Château Neuf" de Barbarens : "Bastirén et edifiquirén per mici Io castet nàou de Barbarens".
Ce site, difficile d'accès, était spécialement choisi pour éviter toute invasion. Ainsi, il se dressait sur la plate-forme supérieure du site, et le piton rocheux, au centre, servait d'assise au donjon. Le village dominé par le château des comtes d'Astarac, était donc agrippé sur les flancs abrupts des terrasses concentriques. Les arcs des rues s'abaissent en gradins vers la vallée.
Avec Durban (Gers), Moncassin et Villefranche d'Astarac, Castelnau Barbarens fut dès le XIIe siècle, l'une des quatre châtellenies de l'Astarac. On ne peut retrouver aujourd'hui que de rares vestiges du château. Elles nous apprennent qu'il y avait trois tours crénelées, reliées par de gros murs. À l'ouest, deux de ces tours gardaient la vallée. La tour qui existe encore, parce que la partie supérieure fut plus tard reconstruite, pouvait abriter des archers. C'était une tour de défense qui protégeait, à l'est, l'unique possibilité d'entrer au château.
Le village se construisit ensuite autour du château : pour attirer la population, les coseigneurs promirent aux familles de les protéger. Mais, la famille Desbarats (dès le XVe siècle), plus tard les comtes d'Astarac, et plus tard encore les comtes d'Uzès, abandonnèrent leur emprise féodale sur Castelnau Barbarens, tandis que les populations paysannes devenaient maîtresses de leurs destinées.
Pierre à pierre, le château s'écroula, jusqu'à n'être plus en 1850 qu'un amas informe engendrant légende. Il émergeait une tour carrée de 22 mètres de haut, qui devait son entretien et sa survie à sa reconversion, puisque les habitants lui avaient donné entretemps l'usage de clocher, perçant à la base de la tour deux portes en arc brisé. C'est à partir de 1865, que l'église actuelle fut édifiée sur l'emplacement du château. La pioche et les mèches vinrent à bout de la forteresse imprenable, de même qu'elles détruisirent sur la place d'Uzès, l'église Saint-Nicolas, devenue trop petite pour les 1 184 habitants. La chapelle votive Notre-Dame-de Pitié fut heureusement conservée.

### Héraldique
| Blason | Blasonnement : De gueules au rocher d'or mouvant de la pointe, sommé de trois tours d'argent ouvertes, ajourées et maçonnées de sable. |

## Politique et administration

### Liste des maires
| Période                                  | Période  | Identité      | Étiquette | Qualité                    |
| ---------------------------------------- | -------- | ------------- | --------- | -------------------------- |
| 1971                                     | 1995     | René Cartier  | DVD       | agriculteur                |
| mars 2001                                | En cours | Michel Burgan | PCF       | Retraité Fonction publique |
| Les données manquantes sont à compléter. |          |               |           |                            |

## Population et société

### Démographie
| 1793 | 1800 | 1806 | 1821 | 1831  | 1841  | 1846  | 1851  | 1856  |
| ---- | ---- | ---- | ---- | ----- | ----- | ----- | ----- | ----- |
| 891  | 653  | 866  | 964  | 1 474 | 1 353 | 1 394 | 1 342 | 1 384 |

| 1861  | 1866  | 1872  | 1876  | 1881  | 1886  | 1891  | 1896  | 1901  |
| ----- | ----- | ----- | ----- | ----- | ----- | ----- | ----- | ----- |
| 1 313 | 1 309 | 1 231 | 1 266 | 1 178 | 1 136 | 1 113 | 1 115 | 1 030 |

| 1906 | 1911 | 1921 | 1926 | 1931 | 1936 | 1946 | 1954 | 1962 |
| ---- | ---- | ---- | ---- | ---- | ---- | ---- | ---- | ---- |
| 975  | 963  | 743  | 815  | 792  | 788  | 726  | 671  | 590  |

| 1968 | 1975 | 1982 | 1990 | 1999 | 2006 | 2007 | 2012 | 2017 |
| ---- | ---- | ---- | ---- | ---- | ---- | ---- | ---- | ---- |
| 525  | 421  | 432  | 414  | 452  | 484  | 489  | 515  | 528  |

| 2022 | - | - | - | - | - | - | - | - |
| ---- | - | - | - | - | - | - | - | - |
| 579  | - | - | - | - | - | - | - | - |

### Manifestations culturelles et festivités

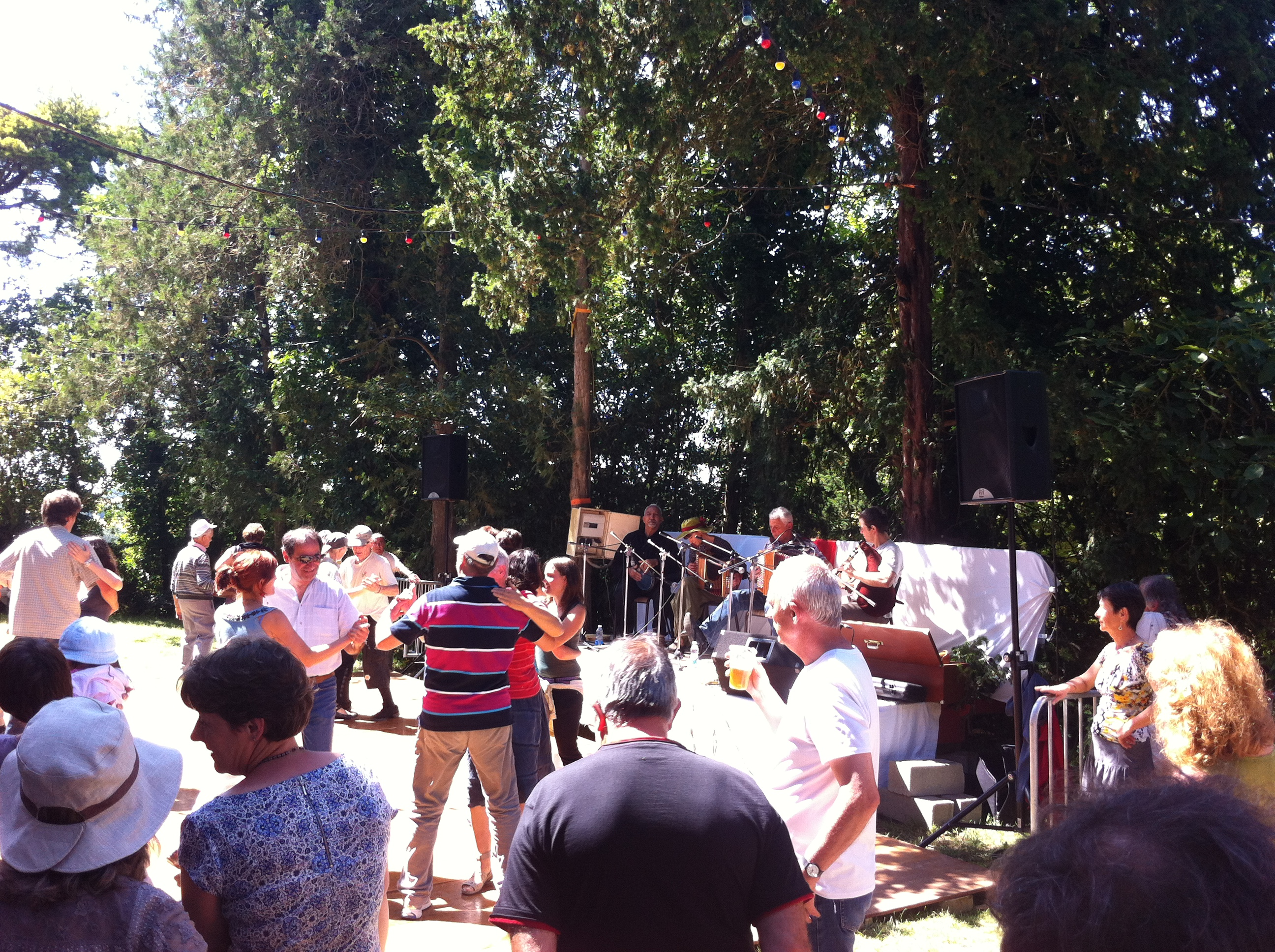
Danses occitanes lors du Rondèu.

- Lo Rondèu, festival de danses et musiques traditionnelles[29].
- Exposition à la chapelle Notre-Dame-de-Pitié du 14 juillet au 15 août (artisanat et peinture)[30].

### Sports
Un club de ping pong et de badminton sont présents sur la commune.

## Économie

### Revenus
En 2018  (données Insee publiées en septembre 2021), la commune compte 231 ménages fiscaux, regroupant 540 personnes. La médiane du revenu disponible par unité de consommation est de 20 590 € (20 820 € dans le département).

### Emploi
|                | 2008  | 2013  | 2018  |
| -------------- | ----- | ----- | ----- |
| Commune        | 4,4 % | 5,1 % | 8,1 % |
| Département    | 6,1 % | 7,5 % | 8,2 % |
| France entière | 8,3 % | 10 %  | 10 %  |

En 2018, la population âgée de 15 à 64 ans s'élève à 323 personnes, parmi lesquelles on compte 79,7 % d'actifs (71,6 % ayant un emploi et 8,1 % de chômeurs) et 20,3 % d'inactifs,. Depuis 2008, le taux de chômage communal (au sens du recensement) des 15-64 ans est inférieur à celui de la France et du département.
La commune fait partie de la couronne de l'aire d'attraction d'Auch, du fait qu'au moins 15 % des actifs travaillent dans le pôle,. Elle compte 93 emplois en 2018, contre 112 en 2013 et 94 en 2008. Le nombre d'actifs ayant un emploi résidant dans la commune est de 239, soit un indicateur de concentration d'emploi de 38,7 % et un taux d'activité parmi les 15 ans ou plus de 59,4 %.
Sur ces 239 actifs de 15 ans ou plus ayant un emploi, 66 travaillent dans la commune, soit 28 % des habitants. Pour se rendre au travail, 86 % des habitants utilisent un véhicule personnel ou de fonction à quatre roues, 1,7 % les transports en commun, 6,8 % s'y rendent en deux-roues, à vélo ou à pied et 5,5 % n'ont pas besoin de transport (travail au domicile).

### Activités hors agriculture

#### Secteurs d'activités
55 établissements sont implantés  à Castelnau-Barbarens au 31 décembre 2019. Le tableau ci-dessous en détaille le nombre par secteur d'activité et compare les ratios avec ceux du département,.
| Secteur d'activité                                                                                        | Commune | Commune | Département |
| Secteur d'activité                                                                                        | Nombre  | %       | %           |
| --- | ------- | ------- | ----------- |
| Ensemble                                                                                                  | 55      |         |             |
| Industrie manufacturière, industries extractives et autres                                                | 8       | 14,5 %  | (12,3 %)    |
| Construction                                                                                              | 14      | 25,5 %  | (14,6 %)    |
| Commerce de gros et de détail, transports, hébergement et restauration                                    | 16      | 29,1 %  | (27,7 %)    |
| Information et communication                                                                              | 1       | 1,8 %   | (1,8 %)     |
| Activités immobilières                                                                                    | 1       | 1,8 %   | (5,2 %)     |
| Activités spécialisées, scientifiques et techniques et activités de services administratifs et de soutien | 9       | 16,4 %  | (14,4 %)    |
| Administration publique, enseignement, santé humaine et action sociale                                    | 4       | 7,3 %   | (12,3 %)    |
| Autres activités de services                                                                              | 2       | 3,6 %   | (8,3 %)     |

Le secteur du commerce de gros et de détail, des transports, de l'hébergement et de la restauration est prépondérant sur la commune puisqu'il représente 29,1 % du nombre total d'établissements de la commune (16 sur les 55 entreprises implantées  à Castelnau-Barbarens), contre 27,7 % au niveau départemental.

#### Entreprises et commerces
Les quatre entreprises ayant leur siège social sur le territoire communal qui génèrent le plus de chiffre d'affaires en 2020 sont : 
- AEP Auch Electricite Plomberie, travaux d'installation électrique dans tous locaux (173 k€)
- SASU Marten Jukema, production d'électricité (114 k€)
- Gers Agri TP, travaux de terrassement courants et travaux préparatoires (91 k€)
- TACG - Tacg, transports routiers de fret interurbains (12 k€)

### Agriculture

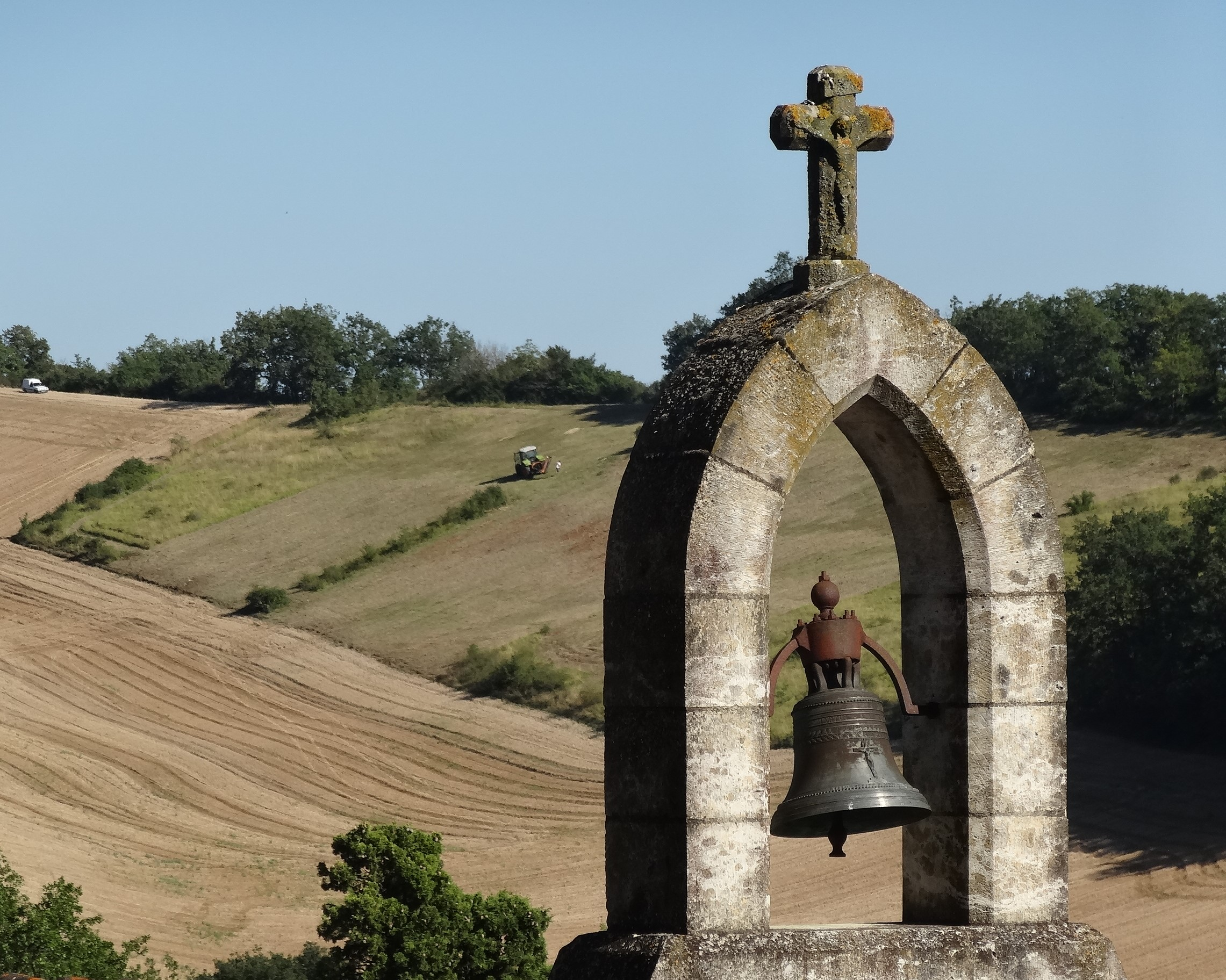
L'agriculture est très présente à Castelnau-Barbarens.

La commune est dans les « Coteaux du Gers », une petite région agricole occupant l'est du département du Gers. En 2020, l'orientation technico-économique de l'agriculture  sur la commune est la culture de céréales et/ou d'oléoprotéagineuses.
|               | 1988  | 2000  | 2010  | 2020  |
| ------------- | ----- | ----- | ----- | ----- |
| Exploitations | 60    | 41    | 39    | 36    |
| SAU (ha)      | 2 851 | 2 711 | 2 540 | 2 578 |

Le nombre d'exploitations agricoles en activité et ayant leur siège dans la commune est passé de 60 lors du recensement agricole de 1988  à 41 en 2000 puis à 39 en 2010 et enfin à 36 en 2020, soit une baisse de 40 % en 32 ans. Le même mouvement est observé à l'échelle du département qui a perdu pendant cette période 51 % de ses exploitations,. La surface agricole utilisée sur la commune a également diminué, passant de 2 851 ha en 1988 à 2 578 ha en 2020. Parallèlement la surface agricole utilisée moyenne par exploitation a augmenté, passant de 48 à 72 ha.

## Culture locale et patrimoine

### Lieux et monuments
- Villa gallo-romaine du Taros[36] ;
- Église Sainte-Quitterie-Saint-Nicolas de Castelnau-Barbarens[37]. L'église a été construite en 1867 sur l'emplacement du château des comtes d'Astarac. L'ancienne tour de guet de ce château est devenu la tour clocher de l'église en 1867[38](résumé historique de l'église incohérent sur la référence…). Pièce maîtresse des possessions comtales, la forteresse est citée en 1244, avec Durban, Lasseube-Propre, Moncassin et Simorre, dans l’hommage rendu par le comte Centulle II et sa mère Segnis de Lomagne au comte de Toulouse pour l’ensemble du comté[39].
- Chapelle Notre-Dame-de-Pitié de Castelnau-Barbarens devenu un espace pour les expositions artistiques[40].
- Chapelle de Pépieux[41].
- Chapelle de Saint-Guiraud[42].
- Château d'En Poucouron. Chartreuse construite à la fin du XVIIIe siècle ou au tout début du XIXe siècle pour la famille de Brux, propriétaires de plantations à Saint-Domingue[43]. Propriété privée, ne se visite pas.
- Château de Pépieux. Logis quadrangulaire d'origine médiévale, fortement remanié aux XVIIe et XVIIIe siècles[44]. Propriété privée, ne se visite pas.
- Château de Saint-Guiraud, à quelques mètres à l'ouest de la motte qui porte la chapelle. Propriété privée, ne se visite pas.
- Site castral de La Tourasse. La carte de Cassini mentionne un château ruiné et le cadastre de 1825 une "Tour de Labesse"[45], dont le soubassement est visible en élévation.
- Motte castrale du Tucoulet.
- Château de Villeneuve. La carte de Cassini mentionne un château, dont le seul bâtiment conservé aujourd'hui en élévation est la "métairie" visible sur le plan cadastral de 1825[46]. Propriété privée, ne se visite pas.

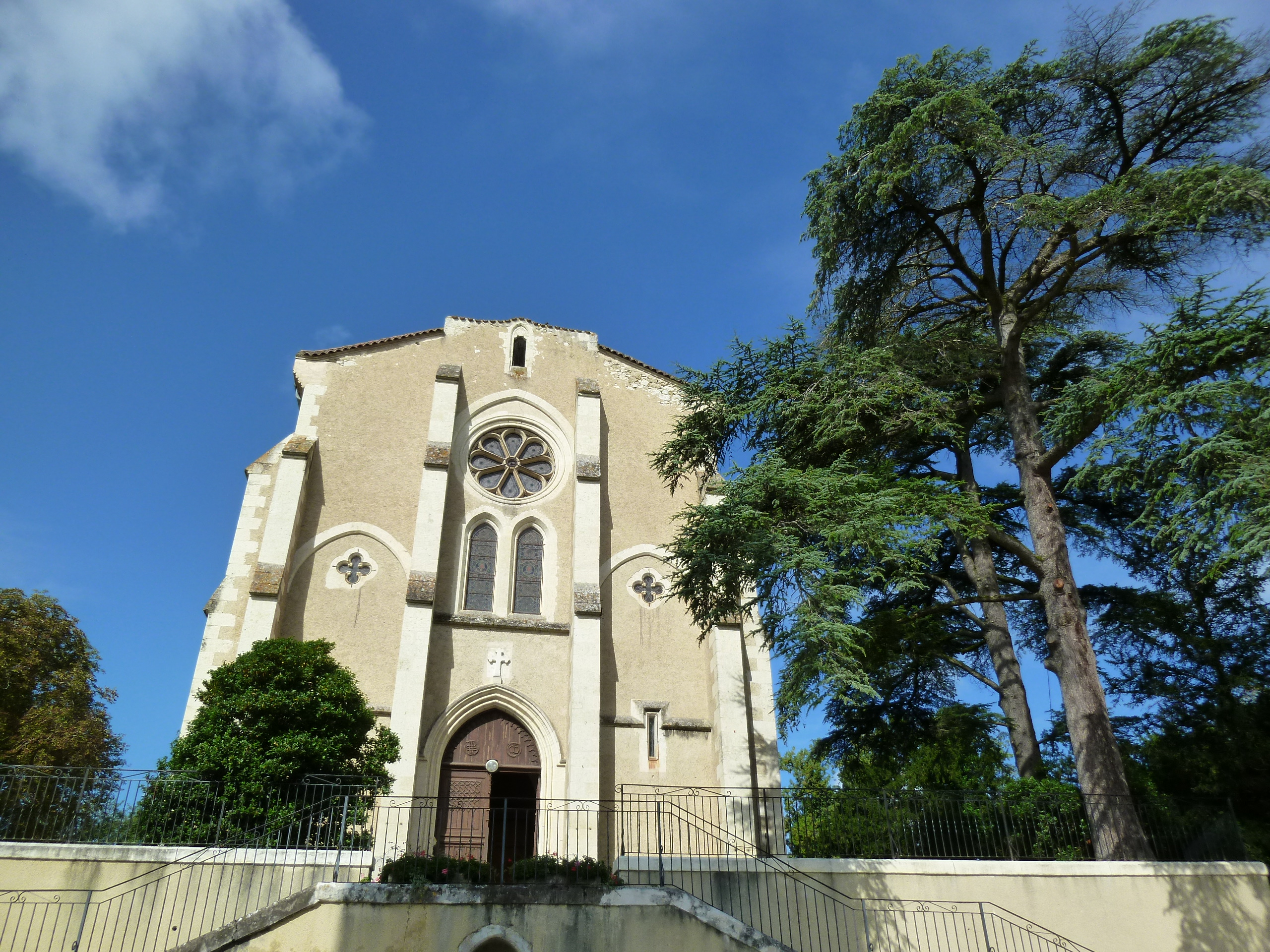
Façade de l'église Sainte-Quitterie-Saint-Nicolas
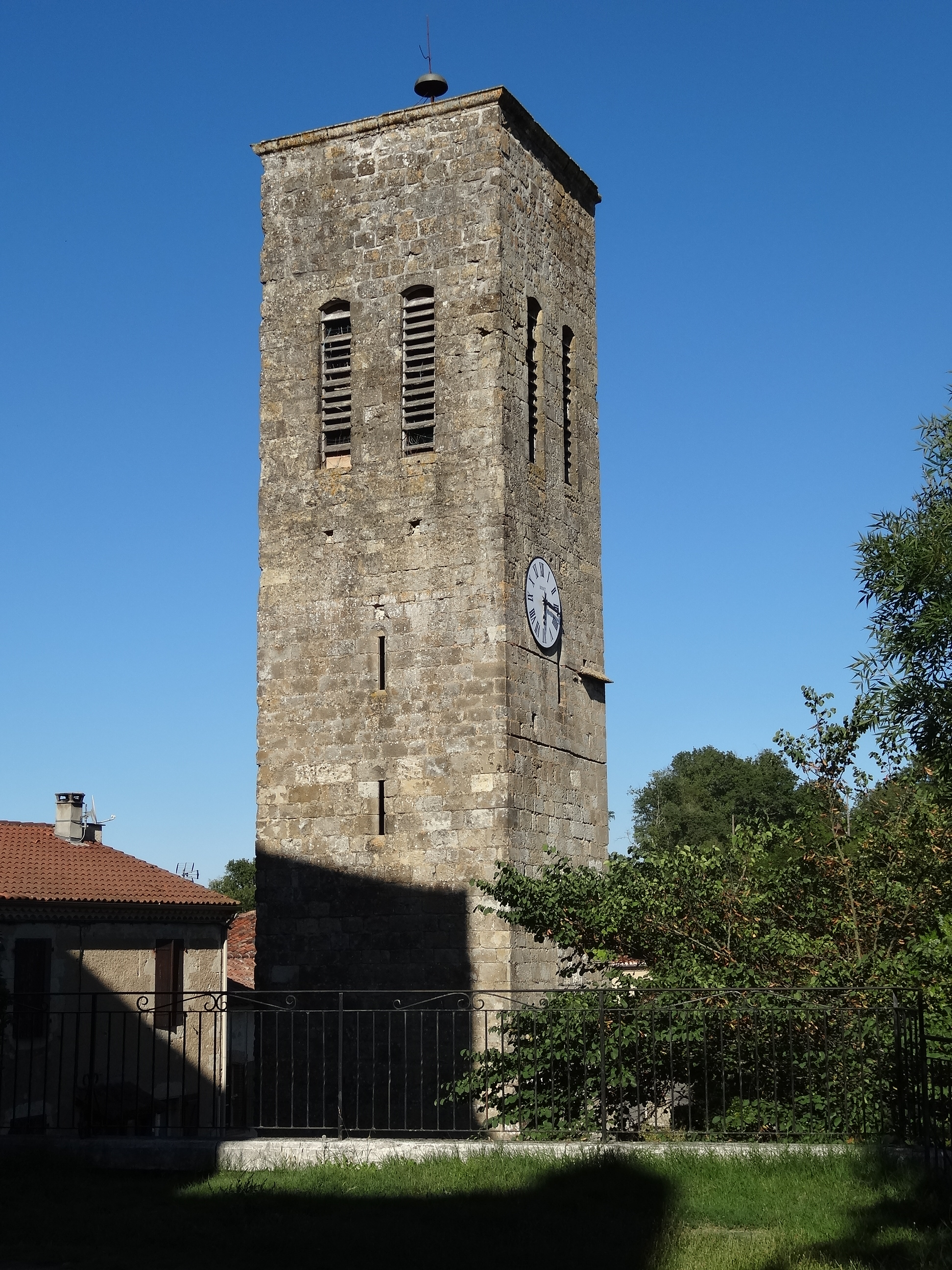
Sainte-Quitterie-Saint-Nicolas. La tour devenu clocher en 1867
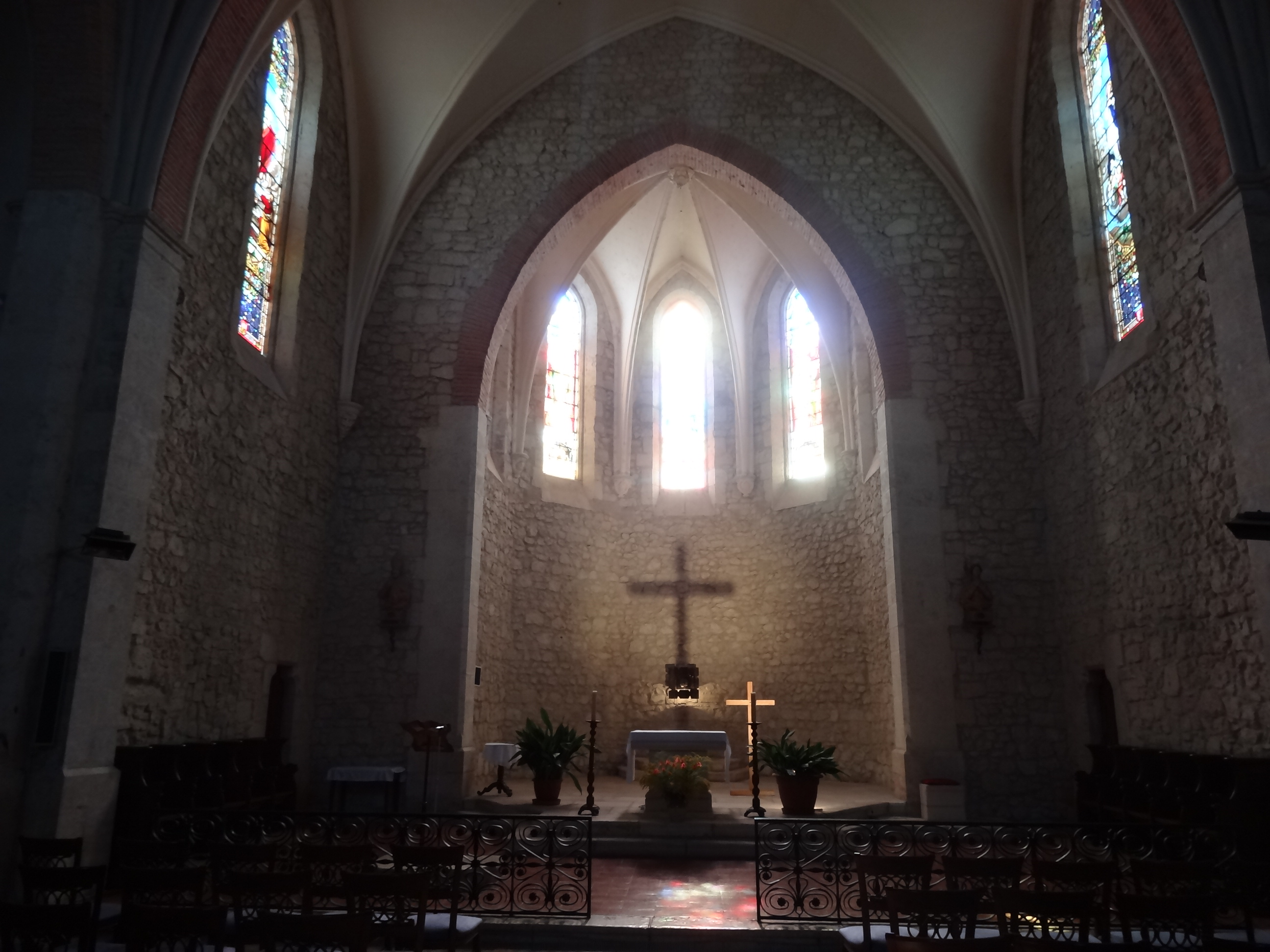
Sainte-Quitterie-Saint-Nicolas. La nef et le chœur de l'église
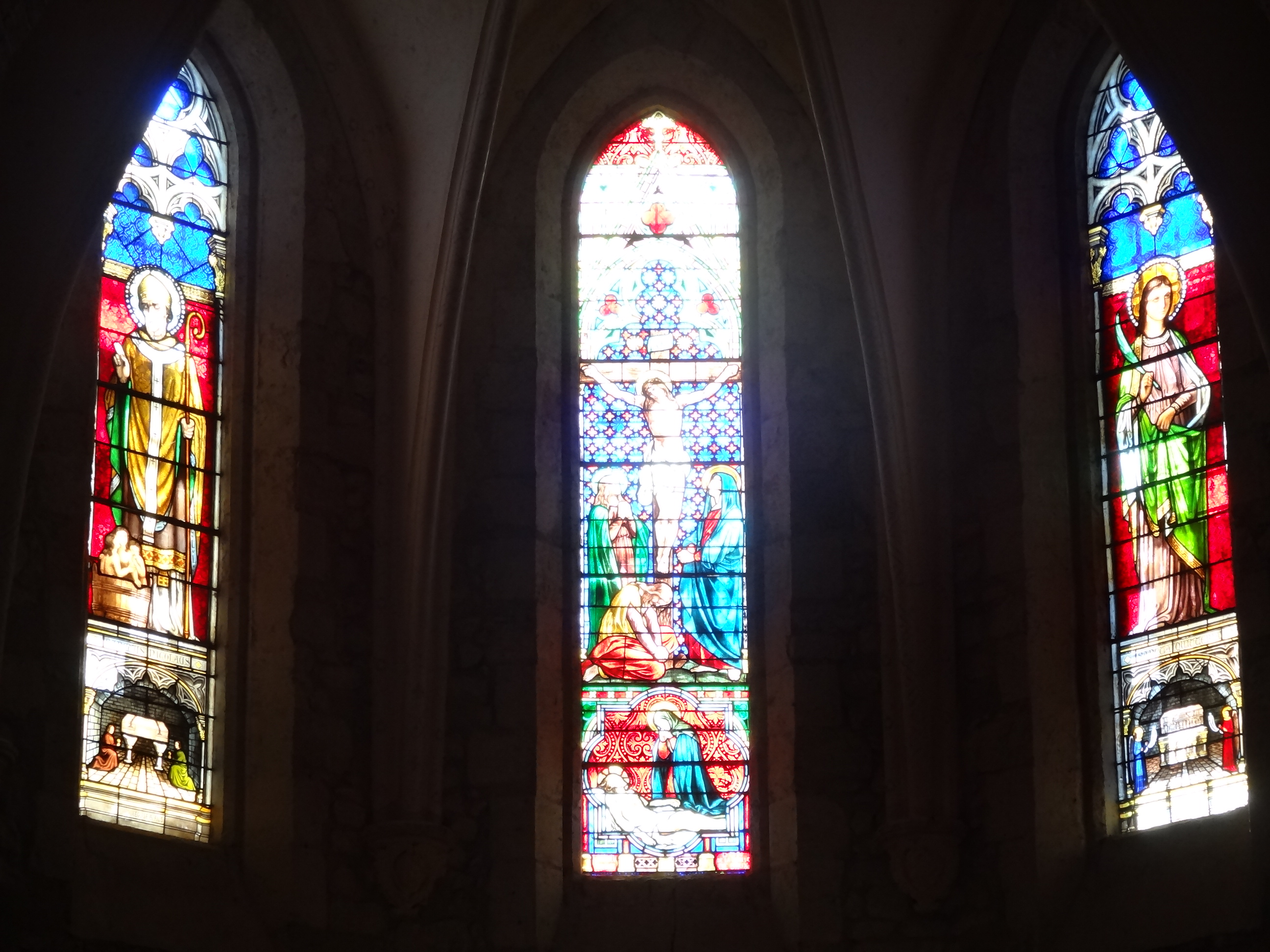
Sainte-Quitterie-Saint-Nicolas. Les vitraux où sont représentés (de gauche à droite) : saint Nicolas, la crucifixion de Jésus et sainte Quitterie
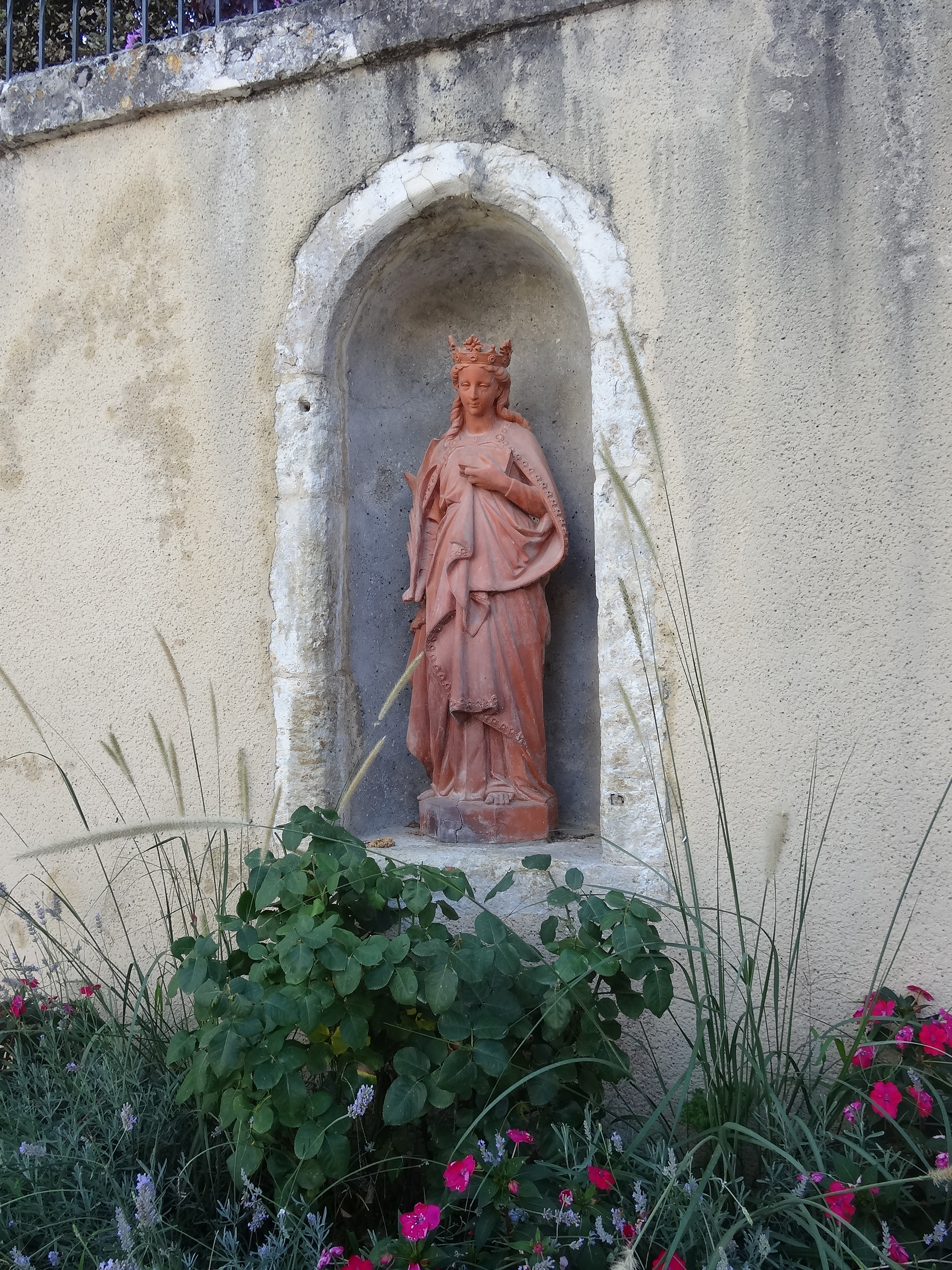
Statue de sainte Quitterie devant l'église Sainte-Quitterie-Saint-Nicolas
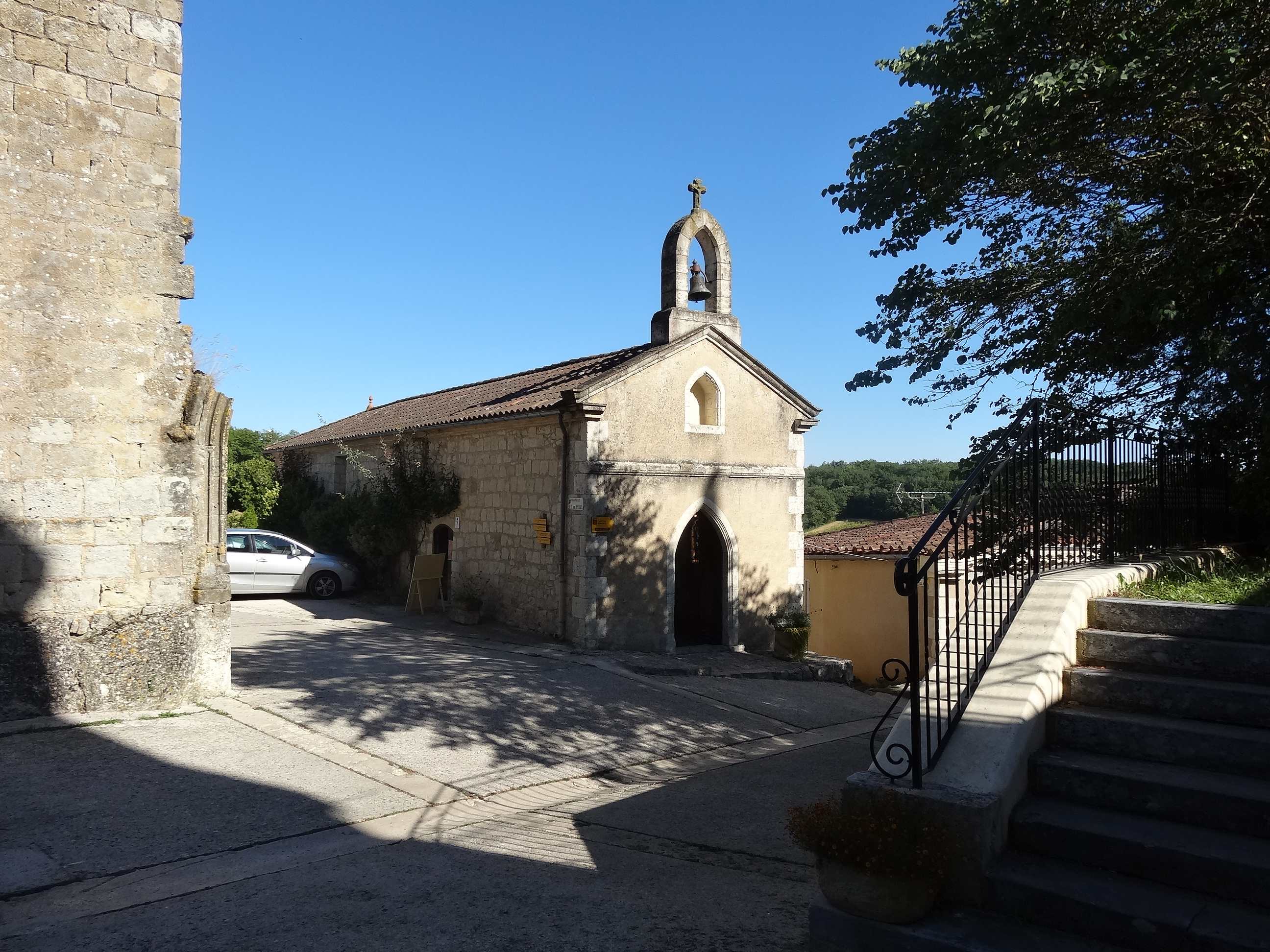
Chapelle Notre-Dame-de-Pitié.
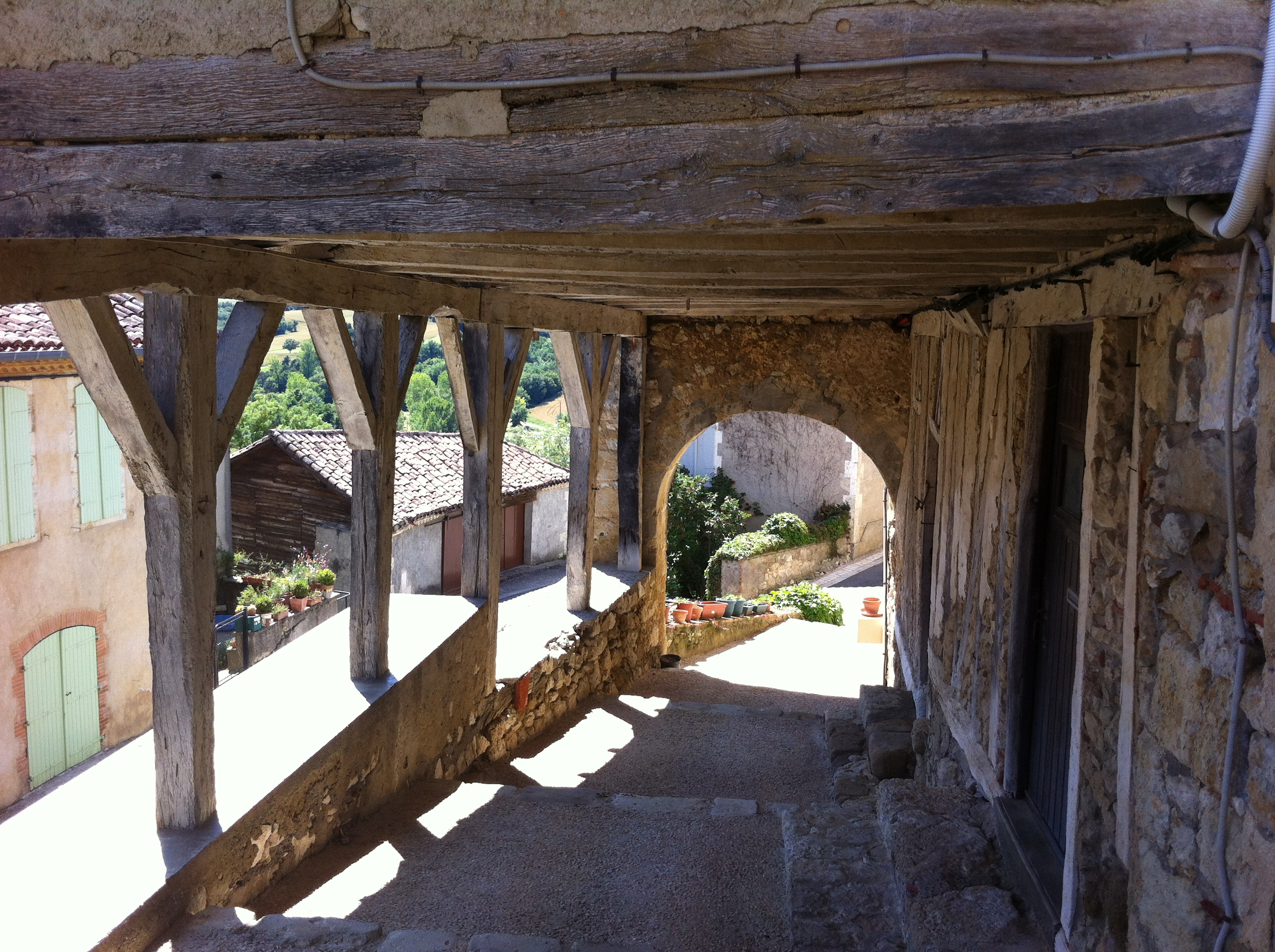
Les embans.
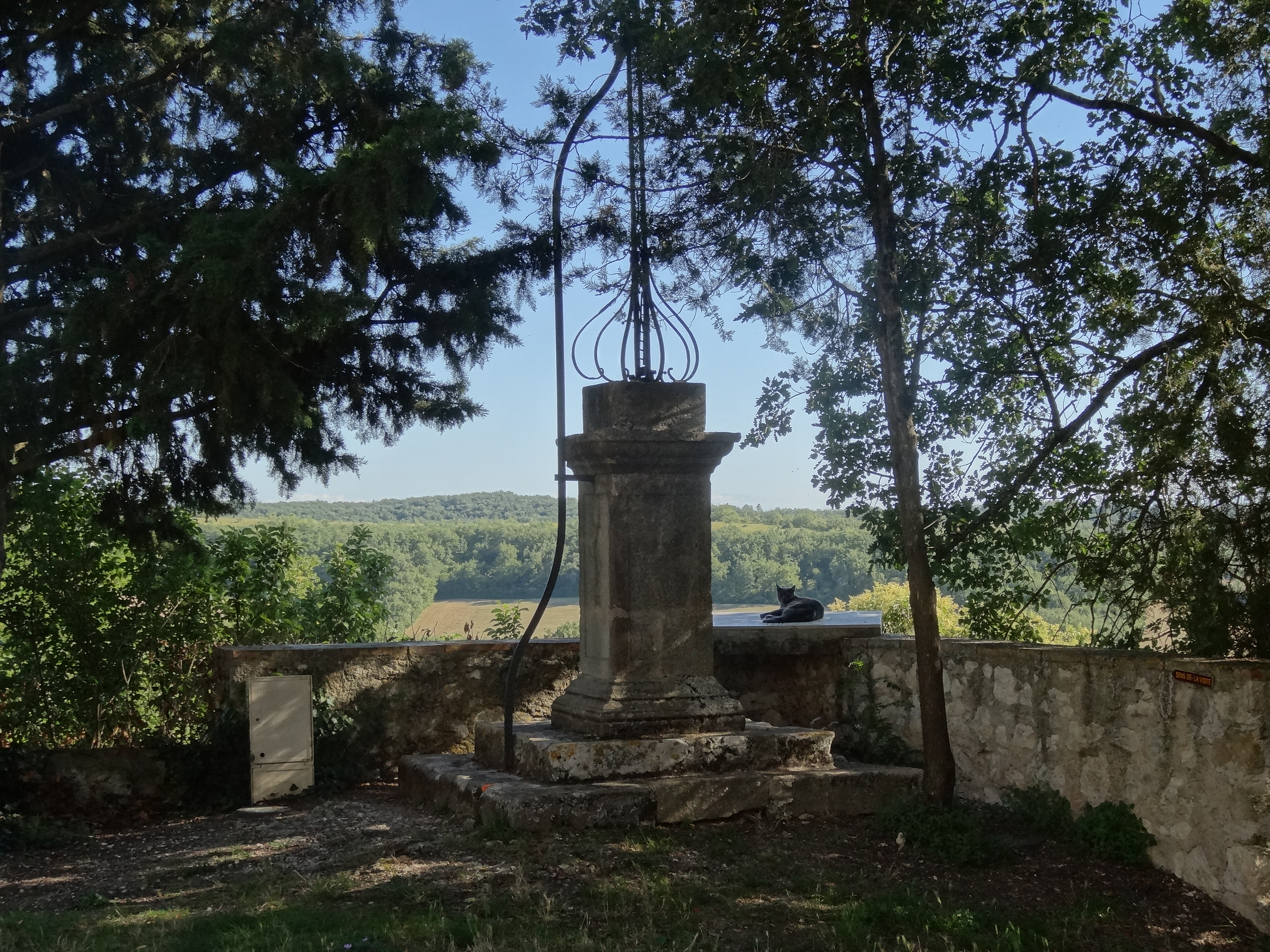
Croix derrière l’église.
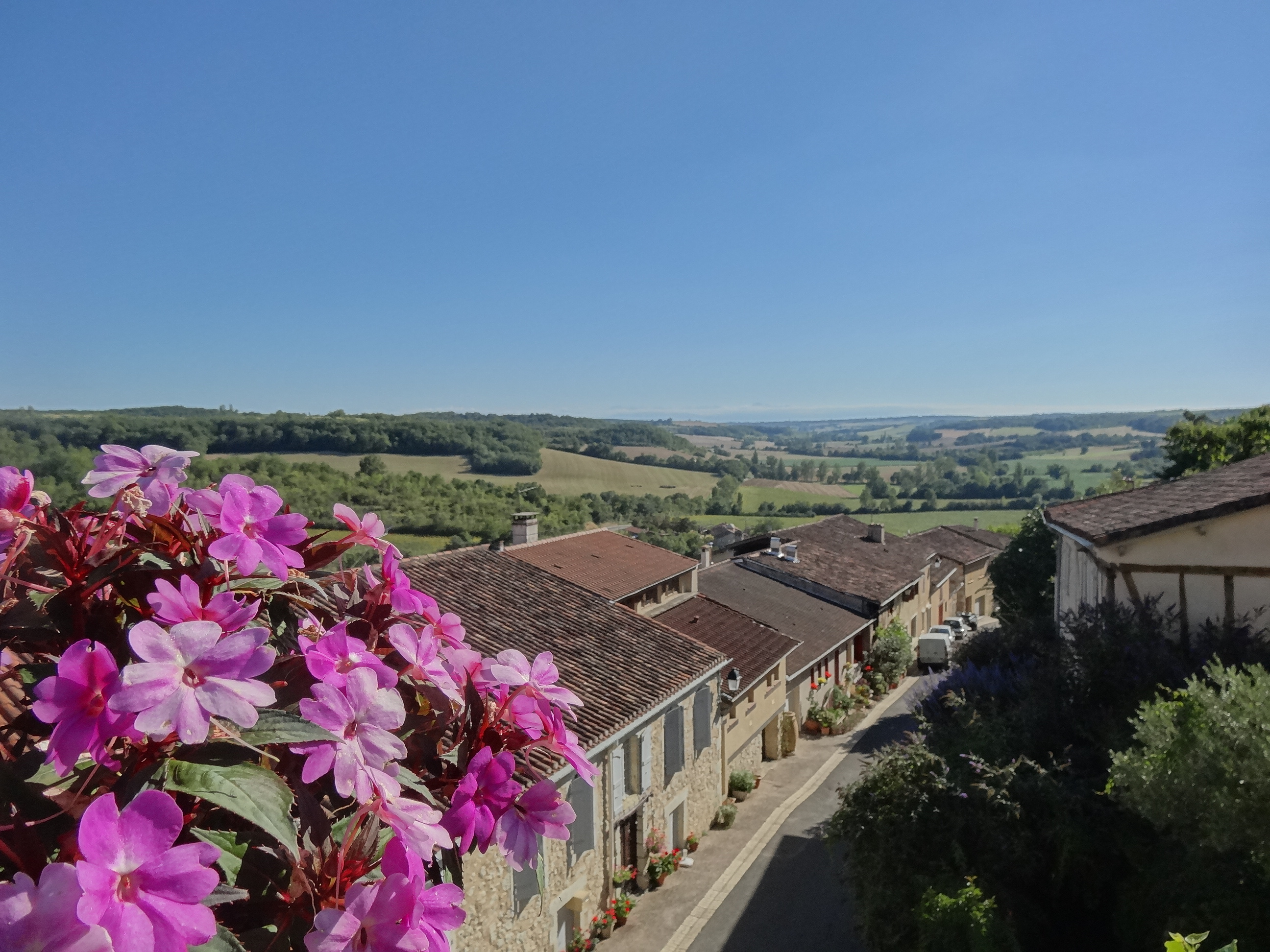
Partie basse du village.
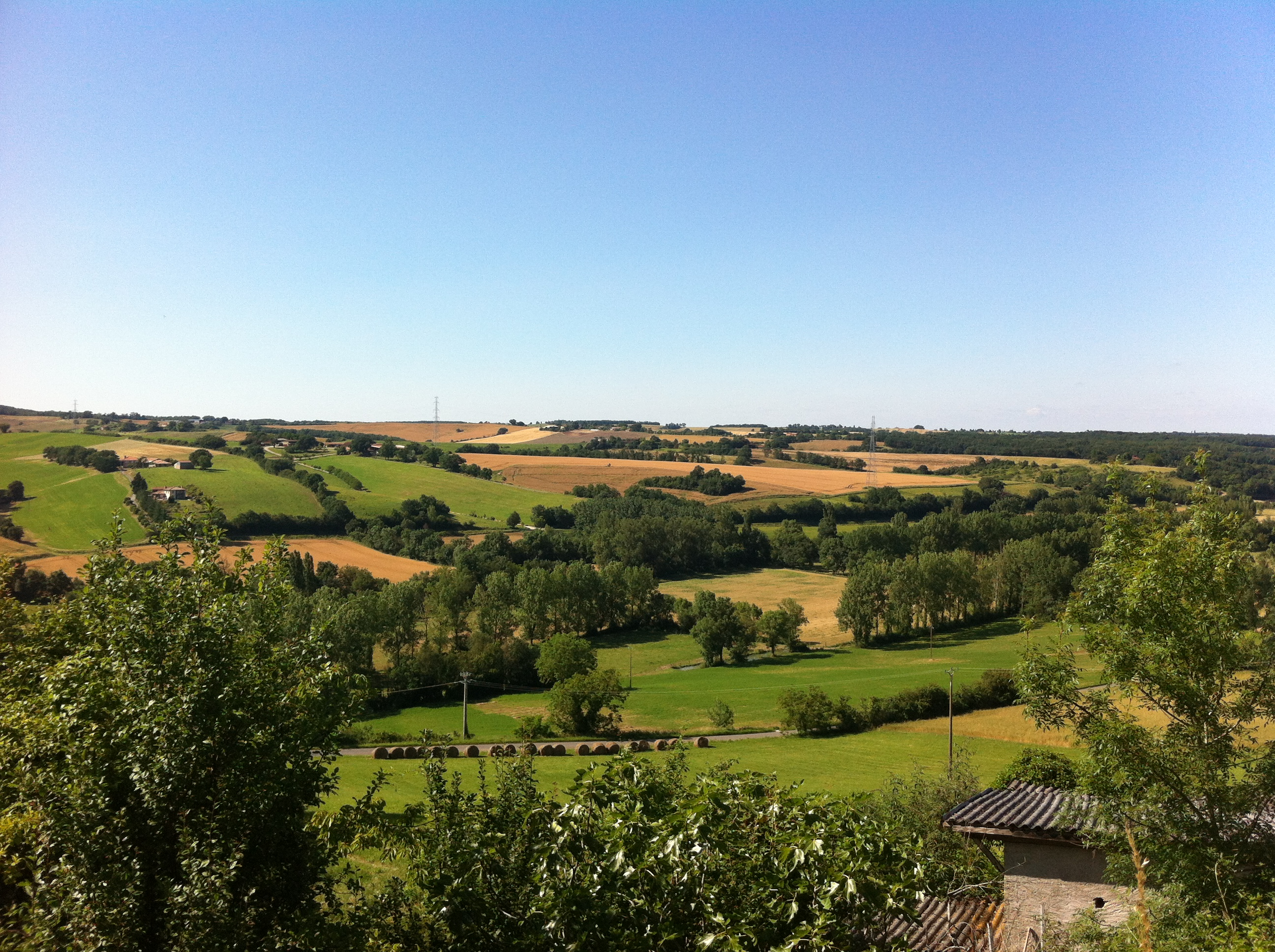
Vue de la campagne.

### Personnalités liées à la commune
- Édouard Lartet (1801-1871) : géologue, préhistorien et paléontologue né sur le territoire de la commune.